# Septoria dolichospora
Septoria dolichospora är en svampart som beskrevs av Ellis & Everh. 1891. Septoria dolichospora ingår i släktet Septoria och familjen Mycosphaerellaceae.   Inga underarter finns listade i Catalogue of Life.